# هيو لوي
هيو لوي (بالإنجليزية: Vaughan Lowe)‏ هو قاضي بريطاني، ولد في 1952.